# فریدریش-ویلهلم کروگر
فریدریش ویلهلم کروگر (به آلمانی: Friedrich-Wilhelm Krüger) (زاده ۲۷ فوریه ۱۸۹۴- مرگ ۹ می ۱۹۴۵) یک ژنرال آلمانی در دوره رایش سوم و از ۱۹۳۹ تا ۱۹۴۳ رهبر نیروهای اس‌اس و پلیس در دولت عمومی بود.وی همچنین از ۲۰ می ۱۹۴۴ تا ۲۰ اوت ۱۹۴۴ فرمانده لشکر ششم کوهستانی اس‌اس بود.